# (5979) 1992 XF
(5979) 1992 XF là một tiểu hành tinh vành đai chính. Nó được phát hiện bởi Seiji Ueda và Hiroshi Kaneda ở Kushiro, Hokkaidō, Nhật Bản, ngày 15 tháng 12 năm 1992.